# Pago (Vulkan)
Der Pago ist ein 742 Meter hoher Vulkan auf der Insel New Britain in Papua-Neuguinea. Er ist ein junger Post-Caldera-Vulkan in der Witero-Caldera. Es wird geschätzt, dass der Pago ein neuerer Vulkan ist und etwa 350 Jahre alt ist.

## Vulkanische Aktivität
Der Pago liegt in einem vulkanischen Gürtel, in welchem es vor 1500 eine heftige Explosion gegeben haben soll. In den Jahren 1911, 1920 und 1933 fanden Ausbrüche des Pago statt. Nach Berichten des Rabaul Volcanological Observatory (RVO) begann der Vulkan am 10. August 2002 wieder Asche und Rauch zu speien. Zugleich wurde entdeckt, dass auch Lava am oberen Pago austrat und in die Witero-Caldera floss. Noch im August wurden 13.000 Menschen aus der Region evakuiert und in Notunterkünfte gebracht. Am 3. November 2002 teilte das Rabaul Volcano Observatory mit, dass der Vulkan weiterhin aktiv sei und immer noch Rauch, Dampf und Asche aus dem Vulkan aufsteigen würden. Im Januar 2003 strömte weiterhin Lava aus der Öffnung im Südwestkrater.